# Aéroport de Kryvyï Rih
Pour les articles homonymes, voir KWG.
L'aéroport de Kryvyï Rih  (ukrainien : Міжнародний аеропорт Кривий Ріг (Лозуватка)), situé près de la ville de Kryvyï Rih, dans l'oblast de Dnipropetrovsk, en Ukraine.

## Histoire
En 2001 c'est la propriété de la ville qui décide d'en faire un aéroport international en décembre 2003.
Il relie Lviv, Kiev et Donetsk en vols intérieurs et s'ouvre en international versIstanbul, Anakena, Zagreb, Moscou et Thessaloniki.